# فریدریش ویلهلم، انتخابگر براندنبورگ
فریدریش ویلهلم (آلمانی: Friedrich Wilhelm; ۱۶ فوریهٔ ۱۶۲۰ – ۲۹ آوریل ۱۶۸۸) انتخابگر براندنبورگ بود.